# Le Capital au XXIe siècle (film)

Le Capital au XXIe siècle est un film documentaire français et néo-zélandais réalisé par Justin Pemberton, sorti au cinéma en 2019. Il est adapté de l'ouvrage d'économie homonyme de Thomas Piketty, paru en 2013 aux éditions du Seuil.
Le film bénéficie d'un accueil critique favorable en France.

## Synopsis
En mélangeant références à la pop culture et interventions d’experts parmi les plus influents de notre époque, le film est un voyage à travers l’histoire moderne de nos sociétés. Il met en perspective la richesse et le pouvoir d’un côté, et de l’autre le progrès social et les inégalités. Une réflexion nécessaire pour comprendre le monde d’aujourd’hui.

## Fiche technique
- Titre : Le Capital au XXIe siècle
- Réalisation : Justin Pemberton
- Adaptation : Justin Pemberton, Thomas Piketty et Matthew Metcalfe
- Musique : Jean-Benoît Dunckel
- Photographie : Jacob Bryant et Darryl Ward
- Montage : Sandie Bompar
- Pays d’origine : France, Nouvelle-Zélande
- Production : General Film Corporation, Upside Production
  - Langues : anglais, français
- Genre : documentaire
- Durée : 103 minutes (1h43)
- Dates de sortie : 22 juin 2020 (France)

## Intervenants
- Thomas Piketty
- Joseph E. Stiglitz
- Ian Bremmer
- Lucas Chancel
- Bryce Edwards
- Rana Forodhar
- Francis Fukuyama
- Simon Johnson
- Paul Mason (en)
- Suresh Naidu
- Paul Piff
- Faiza Shaheen
- Gillian Tett
- Kate Williams
- Gabriel Zucman

## Autour du film
De nombreux extraits de films et séries sont utilisés pour illustrer le propos du documentaire :
- Le Marquis de Saint-Évremont (1935) de Jack Conway
- Orgueil et Préjugés (2005) de Joe Wright
- Les Misérables (2012) de Tom Hooper
- Utu (1983) de Geoff Murphy
- Chercheuses d'or de 1933 (1933) de Mervyn LeRoy
- Les Raisins de la colère (1940) de John Ford
- Elysium (2013) de Neill Blomkamp
- Organism (court-métrage, 1976) de Hilary Harris
- Wall Street (1987) de Oliver Stone
- Home (2009) de Yann Arthus-Bertrand
- Le Triomphe de la volonté (1935) de Leni Riefenstahl
- Koyaanisqatsi (1982) de Godfrey Reggio
- Série Les Simpson, épisode Le malheur est dans le prêt
- Série Family Guy, épisode Lottery Fever